# Aspergillaceae
Famille
Les Aspergillaceae sont une famille de champignons ascomycètes.

## Description

Aspergillus
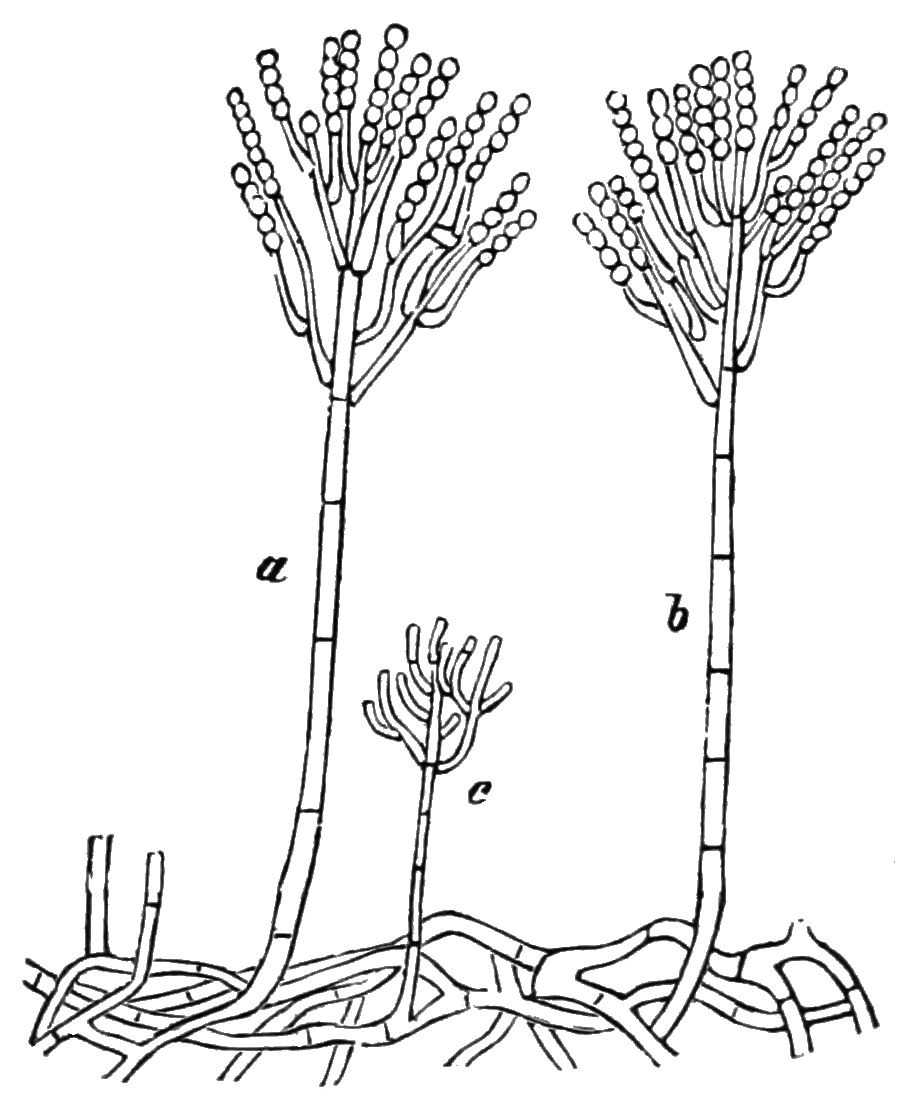
Penicillium

## Liste des genres
Selon MycoBank (1 avril 2024) :
- Aspergillago Samson, Houbraken & Frisvad, 2016
- Aspergillus P. Micheli ex Haller, 1768
- Capsulotheca Kamyschko, 1960
- Carpenteles Langeron, 1922
- Dichlaena Durieu & Mont., 1849
- Eurotium Link, 1809
- Hamigera Stolk & Samson, 1971
- Leiothecium Samson & Mouch., 1975
- Monascus Tiegh., 1884
- Penicilliopsis Solms, 1887
- Penicillium Link, 1809
- Phialomyces P.C. Misra & P.H.B. Talbot, 1964
- Pseudohamigera Houbraken, Frisvad & Samson, 2020
- Pseudopenicillium Guevara-Suarez, Cano & Guarro, 2019
- Sartorya Vuill., 1927
- Sclerocleista Subram., 1972
- Warcupiella Subram., 1972
- Xerochrysium Pitt, 2013
- Xeromyces L.R. Fraser, 1954

## Taxonomie
Le nom correct complet (avec auteur) de ce taxon est Aspergillaceae Link, 1826.